# Thérésien Cadet

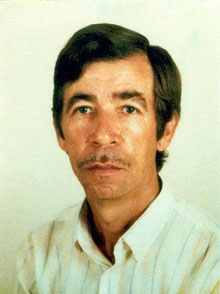
Thérésien Cadet im Jahr 1985

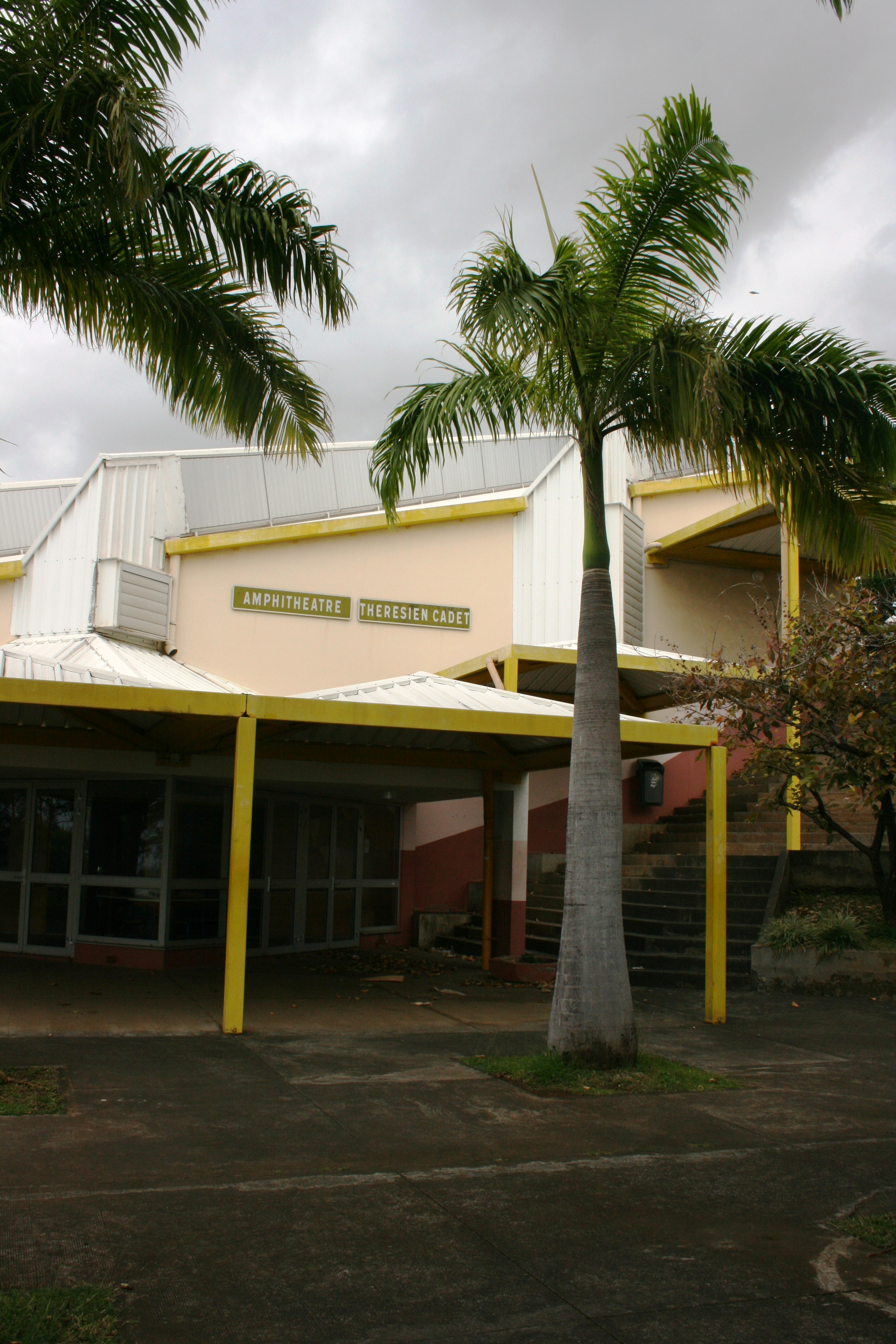
Das nach Thérésien Cadet benannte Amphitheater auf dem Campus der Universität La Réunion in Le Moufia (Saint-Denis).

Louis Thérésien Cadet (* 21. Juni 1937 in Le Tévelave; † 2. Februar 1987 in Saint-Denis) war ein französischer Botaniker aus Réunion. Er war Professor für Pflanzenbiologie an der Universität La Réunion sowie einer der Herausgeber der Reihe Flore des Mascareignes. Sein botanisches Autorenkürzel lautet „Cadet“.

## Leben
Cadet wuchs auf dem Land auf. Nach seinem Abitur in Biologie verließ er 1956 zum ersten Mal seine Heimatinsel und besuchte die wissenschaftliche Vorbereitungsklasse am Lycée Chaptal in Paris.
Er bestand die Prüfung am Institut de préparation aux enseignements de second degré und setzte sein Studium an der biologischen Fakultät in Paris als Lehramtsanwärter fort. Während seines Studiums in Paris entwickelte sich sein Faszination für die Botanik. 1961 erlangte er die Agrégation in den Naturwissenschaften.
Nach seiner Rückkehr nach Réunion unterrichtete er an der École Normale und gründete das Laboratoire de Sciences Naturelles, wodurch er für die Entwicklung der universitären wissenschaftlichen Ausbildung auf der Inseln einen bedeutenden Beitrag leistete.
Darüber hinaus bereiste er die Inseln des Indischen Ozeans sowie Kenia, um vergleichende botanische Studien durchzuführen. Auf Réunion sammelte er Kräuter sowie andere Pflanzenproben und studierte die verschiedenen natürlichen Lebensräume und ihre Ökologie. Er baute auch das Herbier universitaire de La Réunion auf, zu dem er persönlich mehr als 7000 Belege beisteuerte.
1963 übernahm er vorübergehend die Funktion des Kurators des Muséum d'histoire naturelle de La Réunion. 1966 wechselte er an das neu gegründete Centre d'enseignement supérieur scientifique de La Réunion, wo er das Labor für Pflanzenbiologie aufbaute.
Cadet hatte zahlreiche wissenschaftliche Kontakte, an die er Herbarbelege sandte, darunter insbesondere die Royal Botanic Gardens, Kew und das Muséum national d’histoire naturelle in Paris. Mit deren Unterstützung sowie der des ORSTOM (heute IRD) und des Mauritius Sugar Industry Research Institute (MSIRI) begann er mit der Redaktion des Gemeinschaftswerks Flore des Mascareignes, das 80 Jahre nach Veröffentlichung des vorherigen Referenzwerks Flore de l’île de La Réunion von Eugène Jacob de Cordemoy (1895), die umfangreichste Erfassung der Flora Réunions werden sollte. 
Parallel dazu führte ihn die Vorbereitung seiner Doktorarbeit La végétation de l’île de la Réunion: étude phytoécologique et phytosociologique zu Überlegungen, die sich stärker auf die Ökologie und die Pflanzensoziologie konzentrierten. In diesem Werk befasste sich Cadet insbesondere mit der Beschreibung der verschiedenen natürlichen Lebensräume der Insel Réunion, dem Verständnis ihrer Ökologie und der Einordnung der Vegetationsdynamik in den Kontext einer geologisch jungen und isolierten Insel, die häufig durch Vulkanismus und Erosion verändert wurde und einer großen Vielfalt an Mikroklimata ausgesetzt ist. Seine Dissertation wurde 1977 an der Université d’Aix-Marseille III verteidigt und 1980 veröffentlicht.

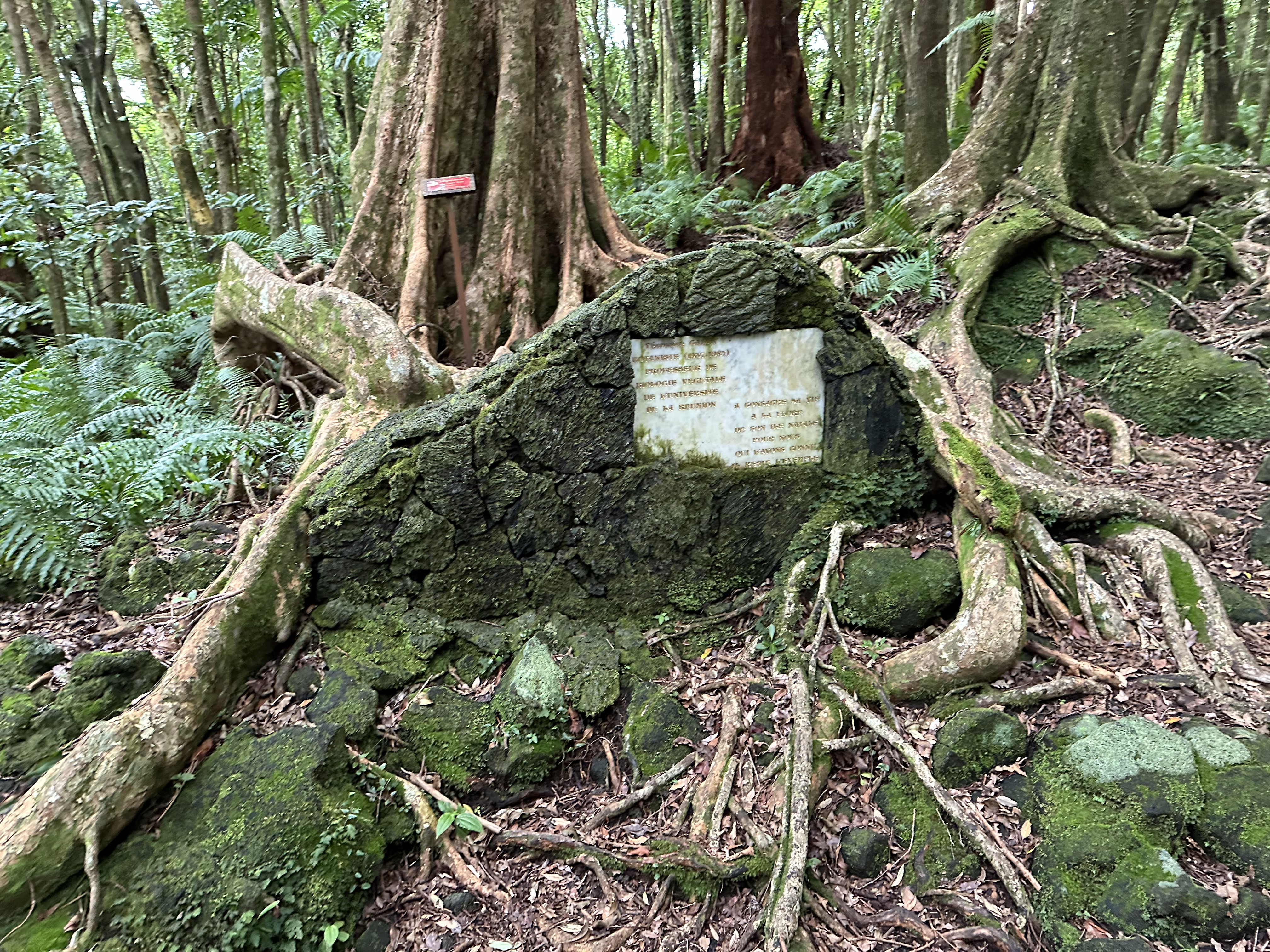
Gedenkstein im Wald von Mare Longue, 2024

Während Cadet seine Lehr-, Herbarisierungs- und Schreibarbeit fortsetzte, engagierte er sich stärker im örtlichen Leben Réunions und bei der Sensibilisierung für den Umweltschutz. Er veröffentlichte einige populärwissenschaftliche botanische Werke, brachte sein Fachwissen in zahlreiche Organisationen, darunter CAUE, ONF sowie im Conseil économique, social et environnemental régional ein und beteiligte sich (zusammen mit Yves Gomy, Harry Gruchet, Christian de Villèle sowie Paul Nougier) an der Gründung der Société réunionnaise pour l'étude et la protection de la nature (SREPEN). Er setzte sich auch für den Erhalt der Naturwälder ein und unterstützte die Einrichtung von Reservaten, insbesondere des Naturreservats des Foret Mare-Longue in Saint-Philippe. Ein Gedenkstein erinnert dort an ihn.
Bei seiner täglichen Arbeit wurde Cadet von seiner Frau Janine unterstützt, die auch seine Schülerin und Assistentin war. In der Tradition der wissenschaftlichen Ikonografie fertigte sie Aquarelle von Orchideen an, von denen eine erste Reihe von 66 Tafeln unter dem Titel Les orchidées de La Réunion im Jahr 1989 veröffentlicht wurde.
Cadet starb am 2. Februar 1987 an einem Herzinfarkt.

## Schriften
- À la découverte de La Réunion, Lieferung 4, la flore (I), 1980 und Lieferung 5, la flore (II), 1981
- Fleurs et plantes de La Réunion et de l’île Maurice, Éditions du Pacifique, 1981 und 1987
- Plantes rares ou remarquables des Mascareignes, Agence de coopération culturelle et technique, Paris, 1984